# کمنش‌ماگاشی
کِمِنِش‌ماگاشی (به مجاری:  Kemenesmagasi) یک شهرداری در مجارستان است که در واش واقع شده‌است. کمنش‌ماگاشی ۳۳٫۱۹ کیلومتر مربع مساحت و ۹۳۴ نفر جمعیت دارد.